# Abdulsalam Al Ghurbani
 Abdulsalam Al Ghurbani  (Arabic: عبدالسلام الغرباني) (sinh ngày 1 tháng 12 năm 1976) là một cầu thủ bóng đá người Yemen thi đấu ở vị trí tiền vệ và cho Al-Sha'ab Ibb.

## Bàn thắng quốc tế
| Al Ghurbani – bàn thắng cho Yemen | Al Ghurbani – bàn thắng cho Yemen | Al Ghurbani – bàn thắng cho Yemen | Al Ghurbani – bàn thắng cho Yemen | Al Ghurbani – bàn thắng cho Yemen | Al Ghurbani – bàn thắng cho Yemen | Al Ghurbani – bàn thắng cho Yemen            |
| #                                 | Ngày                              | Địa điểm                          | Đối thủ                           | Tỉ số                             | Kết quả                           | Giải đấu                                     |
| --------------------------------- | --------------------------------- | --------------------------------- | --------------------------------- | --------------------------------- | --------------------------------- | -------------------------------------------- |
| 1                                 | 18 tháng 2 năm 2000               | Thành phố Kuwait                  | Bhutan                            | 5–0                               | 11–2                              | Vòng loại Cúp bóng đá châu Á 2000            |
| 2                                 | 18 tháng 2 năm 2000               | Thành phố Kuwait                  | Bhutan                            | 6–0                               | 11–2                              | Vòng loại Cúp bóng đá châu Á 2000            |
| 3                                 | 15 tháng 4 năm 2001               | Bangalore, Bangalore              | Ấn Độ                             | 1–0                               | 1–1                               | Vòng loại giải vô địch bóng đá thế giới 2002 |
| 4                                 | 27 tháng 4 năm 2001               | Althawra, Sana'a                  | Brunei                            | 1–0                               | 1–0                               | Vòng loại giải vô địch bóng đá thế giới 2002 |
| 5                                 | 15 tháng 5 năm 2001               | Althawra, Sana'a                  | UAE                               | 1–1                               | 2–1                               | Vòng loại giải vô địch bóng đá thế giới 2002 |

## Danh hiệu

### Câu lạc bộ
Al-Sha'ab Ibb
- Giải bóng đá vô địch quốc gia Yemen: 2

2003, 2004
- Cúp Chủ tịch Yemen: 2

2002, 2003
- Yemeni September 26 Cup: 1

2002